# Визиткарта
Визиткарта или посетница је картица на којој се налазе пословне информације о компанији или појединцу који се бави неким бизнисом. Дели се током формалних догађаја. Обично садржи: име даваоца карте, компанију или пословну припадност (обично с логотипом) и контакт информације као што су адресе улица, телефонски бројеви, број факса, имејл-адресе и веб-сајт. С развојем услуга друштвеног умрежавања, често се на визиткартама наилази на странице друштвених мрежа. Картице су традиционално имале једноставан црни текст на белој основи, а карактеристичан изглед био је пожељан знак професионализма. Технолошки напредак крајем 20. века донео је промене стила, па професионалне визиткарте често обухватају један или више аспеката упечатљивог визуелног дизајна.
Не постоји стандард за димензије визиткарте. Неке су сличних димензија због могућности лакшег складиштења. На пример, банкарске картице (85,60 × 53,98 мм) и пословне картице у Западној Европи (85 × 55 мм) имају готово исту величину.